# Claudia Garde
Claudia Garde (* 1966 in Bremen) ist eine deutsche Regisseurin und Drehbuchautorin. Sie drehte unter anderem Folgen der Serien Stubbe – Von Fall zu Fall, Doktor Martin, Flemming oder der Reihe Tatort.

## Leben und Karriere
Claudia Garde, geboren 1966 in Bremen, begann nach ihrem Abitur zuerst eine Schauspielausbildung in London und Paris. Von 1992 bis 1993 arbeitete Garde in Frankreich als Theaterschauspielerin an verschiedenen Bühnen wie dem Théâtre de l’Épée de Bois oder der Compania del’Alma, bevor sie nach Deutschland zurückkehrte, um an der Filmakademie Baden-Württemberg die Fächer Regie und Drehbuch zu studieren. Ihr Diplom im Fach Regie erwarb sie 1999 mit dem Spielfilm Die Man Liebt ....
Zu Beginn der 2000er Jahre startete sie dann ihre Laufbahn als Regisseurin und Drehbuchautorin mit verschiedenen Fernsehfilmen und Serien. So betreute sie neben Serienepisoden wie Stubbe – Von Fall zu Fall, Doktor Martin oder der Reihe Flemming, wo sie 2010 zusammen mit dem Drehbuchautor Gregor Edelmann für den Adolf Grimme-Preis nominiert war, hauptsächlich Folgen der populären Tatort-Reihe, dort inszenierte sie neben verschiedenen Axel-Milberg-Folgen wie Tatort: Borowski in der Unterwelt, Tatort: Borowski und das Mädchen im Moor oder Tatort – Borowski und der vierte Mann unter anderem die Tatort-Folge Kindstod, die mit dem Goldenen Gong ausgezeichnet wurde und zwei Deutsche Fernsehpreise erhielt.
Für ihren Fernsehfilm aus die Jahre 2006 Die Frau am Ende der Straße mit Maren Eggert und Matthias Brandt in den Hauptrollen, erhielt sie ihre erste Grimme-Preis-Nominierung und gewann den VFF TV-Movie Award.
Garde ist Mitglied im Bundesverband Regie (BVR).
Neben ihrer Arbeit als Regisseurin für Film und Fernsehen ist Claudia Garde auch als freie Autorin und Dozentin tätig. Sie lebt und arbeitet in Berlin.

## Auszeichnungen
- 2006: VFF TV-Movie Award für Die Frau am Ende der Straße
- 2006: Adolf Grimme-Preis-Nominierung für Die Frau am Ende der Straße
- 2010: Adolf Grimme-Preis-Nominierung in der Kategorie Fiction für Flemming zusammen mit Gregor Edelmann
- 2018: Bayerischer Fernsehpreis in der Kategorie Fernsehfilme / Reihen und Serien als Regisseurin der Fernsehfilme Eine gute Mutter (ARD) und Das Nebelhaus (SAT1)

## Filmografie (Auswahl)

### Als Regisseurin
- 1998: ...die man liebt...
- 2000: Ich beiß zurück (Fernsehfilm)
- 2001: Paulas Schuld (Fernsehfilm)
- 2001: Tatort: Kindstod
- 2002: Mehr als nur Sex (Fernsehfilm)
- 2003: Ehespiele (Fernsehfilm)
- 2003: Stubbe – Von Fall zu Fall (Fernsehserie, 1 Episode)
- 2004: Tatort: Stirb und werde
- 2005: Tatort: Borowski in der Unterwelt
- 2006: Die Frau am Ende der Straße (Fernsehfilm)
- 2006: Tatort: Schattenspiele
- 2007: Auf dem Vulkan (Fernsehfilm)
- 2007: Tatort: Investigativ
- 2008: Tatort: Borowski und das Mädchen im Moor
- 2009: Ein Sommer mit Paul (Fernsehfilm)
- 2009: Doktor Martin (Fernsehserie, 6 Episoden)
- 2009: Flemming (Fernsehserie, 3 Episoden)
- 2010: Tatort: Borowski und der vierte Mann
- 2012: Bankraub für Anfänger (Fernsehfilm)
- 2012: Tatort: Dinge, die noch zu tun sind
- 2013: Das Glück der Anderen (Fernsehfilm)
- 2014: Tatort: Frühstück für immer
- 2015: Tatort: Niedere Instinkte
- 2015: Tatort: Borowski und die Rückkehr des stillen Gastes
- 2017: Eine gute Mutter (Fernsehfilm)
- 2017: Das Nebelhaus (Fernsehfilm)
- 2018: Verliebt in Valerie (Fernsehfilm)
- 2019: Ottilie von Faber-Castell – Eine mutige Frau
- 2023: Bonn – Alte Freunde, neue Feinde (Fernsehserie)
- 2023: Conti – Meine zwei Gesichter
- 2025: Tatort: Restschuld
- 2025: Tatort: Herz der Dunkelheit

### Als Drehbuchautorin
- 2000: Eine Handvoll Glück (Fernsehfilm)
- 2019: Ottilie von Faber-Castell – Eine mutige Frau
- 2025: Tatort: Herz der Dunkelheit